# ياكوب دوبس
ياكوب دوبس Jakob Dubs (26 يوليو 1822 - 13 يناير 1879) كان سياسيًا سويسريًا وعضوًا في المجلس الفيدرالي السويسري (1861–1872).
أسس مع غوستاف موانييه وغيوم هنري دوفور منظمة الصليب الأحمر السويسري في يوليو 1866، وشغل منصب أول رئيس له حتى عام 1872.
تم انتخابه لعضوية المجلس الاتحادي في 30 يوليو 1861 وتسلم منصبه في 28 مايو 1872. كان ينتمي إلى الحزب الديمقراطي الحر السويسري.
خلال فترة وجوده في المكتب السياسي كان مسؤولاً عن الإدارات التالية:
- وزارة العدل والشرطة (1861–1863)
- الدائرة السياسية (1864)
- وزارة الشؤون الداخلية (1865)
- وزارة العدل والشرطة (1866)
- دائرة البريد (1867)
- الدائرة السياسية (1868)
- دائرة البريد (1869)
- الدائرة السياسية (1870)
- وزارة الشؤون الداخلية (1871–1872)

تولى رئاسة الاتحاد ثلاث مرات في أعوام 1864 و1868 و1870.